# Krupa na Vrbasu
Krupa na Vrbasu (cyr. Крупа на Врбасу) – wieś w Bośni i Hercegowinie, w Republice Serbskiej, w mieście Banja Luka. W 2013 roku liczyła 1199 mieszkańców.